# Rhaphipodus fruhstorferi
Rhaphipodus fruhstorferi är en skalbaggsart som beskrevs av Auguste Lameere 1903. Rhaphipodus fruhstorferi ingår i släktet Rhaphipodus och familjen långhorningar.
Artens utbredningsområde är:
- Laos.
- Myanmar.

Inga underarter finns listade i Catalogue of Life.